# Bad, Bad Leroy Brown
"Bad, Bad Leroy Brown" is een boogiewoogienummer van de Amerikaanse folkrockzanger Jim Croce uit 1973.
Het door Croce geschreven nummer werd uitgebracht op zijn album Life and Times uit 1973 en in maart van dat jaar op single uitgebracht. Het nummer gaat over een lange man uit Chicago die door zijn lengte, houding en neiging om gewapend rond te lopen een reputatie gekregen heeft die hem gewild maakt bij de vrouwen en gevreesd door de mannen. Uiteindelijk raakt Leroy Brown betrokken in een gevecht in een bar met een jaloerse echtgenoot.
Het stond in de zomer van het jaar twee weken op de eerste plaats van de Billboard Hot 100. In de Amerikaanse jaarlijst van 1973 eindigde het op de tweede plaats Billboard rangschikte het als het nummer 2 nummer van 1973, achter Tony Orlando & Dawns "Tie a Yellow Ribbon Round the Ole Oak Tree". Ook buiten de VS werd het een hit, met een nummer-1 positie in Canada en een 27e plek in de Nederlandse Top 40.
Het nummer is gecoverd door Frank Sinatra en Jerry Reed. Het Queennummer "Bring Back That Leroy Brown" van het album Sheer Heart Attack refereert aan de hit van Jim Croce.

## NPO Radio 2 Top 2000
| Nummer met noteringen in de NPO Radio 2 Top 2000 | '99  | '00  | '01 | '02 | '03  | '04  |
| ------------------------------------------------ | ---- | ---- | --- | --- | ---- | ---- |
| Bad, Bad Leroy Brown                             | 1763 | 1702 | -   | 673 | 1859 | 1963 |

1. ↑  Een '-' betekent dat het nummer niet was genoteerd en een vetgedrukt getal geeft de hoogste notering aan.
2. ↑  Deze tabel is bijgewerkt tot en met de laatste editie (2024).